# Atletica leggera ai Giochi della XXX Olimpiade - Staffetta 4×100 metri maschile
Ai Giochi della XXX Olimpiade, la competizione della staffetta 4×100 metri maschile si è svolta il 10 e l'11 agosto 2012 presso lo Stadio Olimpico di Londra.

## Presenze ed assenze dei campioni in carica
Per i campionati europei si considera l'edizione del 2010.
| Competizione      | Atleta            | Prestazione | Londra 2012 |
| ----------------- | ----------------- | ----------- | ----------- |
| Olimpiadi 2008    | Trinidad e Tobago | 38”06       | Presente    |
| Commonwealth 2010 | Inghilterra       | 38”74       | [ E 1 ]     |
| Europei 2010      | Francia           | 38”11       | Presente    |
| Asiatici 2010     | Cina              | 38”78       | Presente    |
| Panamericani 2011 | Brasile           | 38”18 =     | Presente    |
| Africani 2011     | Nigeria           | 38”93       | Non qual.   |
| Mondiali 2011     | Giamaica          | 37”04       | Presente    |

1. ↑  Ai Giochi l'Inghilterra non gareggia come nazione a sé stante, ma sotto la bandiera della Gran Bretagna.

## La gara
I giamaicani si presentano come i favoriti: appaiono come i detentori del titolo; inoltre possono vantare come ultimo staffettista l'uomo più veloce del mondo: Usain Bolt.
Nella prima batteria, vinta dai caraibici in 37”39, il Regno Unito arriva secondo ma viene squalificato per cambio fuori settore. Si qualificano il Canada e i Paesi Bassi, quest'ultimo con il record nazionale. Vengono battuti anche i record nazionali della Cina e di Saint Kitts and Nevis.
Nella seconda serie, gli statunitensi vincono migliorando il record nazionale (37”38). Altre due nazionali migliorano il proprio record: Australia (con qualificazione) e Polonia (senza qualificazione). Le due nazionali americane sono le uniche ad aver corso sotto i 38 secondi. Per le statistiche, il tempo degli statunitensi è il migliore mai corso in un turno preliminare.
In finale gli Stati Uniti corrono in 37”04, eguagliando il record del mondo. Ma la Giamaica è ancora davanti: il suo tempo di 36”84 demolisce il precedente limite mondiale. La terza classificata, Trinidad e Tobago, taglia il traguardo ad oltre un secondo di distanza.
Nel maggio del 2014 Tyson Gay, membro della staffetta USA, viene squalificato per un anno per uso di sostanze dopanti. Essendo la sentenza retroattiva, l'IAAF ha cancellato i risultati da lui ottenuti a partire dal 15 luglio 2012 e la classifica finale della Staffetta 4×100 metri è stata modificata: al secondo posto è salito Trinidad e Tobago ed al terzo la Francia.

## Risultati

### Batterie
Regola di qualificazione: si qualificano per la finale le prime 3 di ogni batteria (Q) più i due migliori tempi (q).

Video ufficiale del Primo turno

#### 1ª Batteria
| Pos. | Corsia | Nazione             | Atleti                                                                  | Tempo      | Note                                     |
| ---- | ------ | ------------------- | ----------------------------------------------------------------------- | ---------- | ---------------------------------------- |
| 1    | 6      | Giamaica            | Nesta Carter, Michael Frater, Yohan Blake, Kemar Bailey-Cole            | 37"39      | Q,                                       |
| 2    | 3      | Canada              | Gavin Smellie, Oluseyi Smith, Jared Connaughton, Justyn Warner          | 38"05      | Q,                                       |
| 3    | 7      | Paesi Bassi         | Brian Mariano, Churandy Martina, Giovanni Codrington, Patrick van Luijk | 38"29      | Q,                                       |
| 4    | 8      | Brasile             | Aldemir da Silva Junior, Sandro Viana, Nilson Andre, Bruno de Barros    | 38"35      | Miglior prestazione personale stagionale |
| 5    | 5      | Cina                | Guo Fan, Liang Jiahong, Su Bingtian, Zhang Peimeng                      | 38"38      | Record nazionale                         |
| 6    | 4      | Saint Kitts e Nevis | Lestrod Roland, Jason Rogers, Antoine Adams, Brijesh Lawrence           | 38"41      | Record nazionale                         |
| 7    | 9      | Italia              | Simone Collio, Jacques Riparelli, Davide Manenti, Fabio Cerutti         | 38"58      | Miglior prestazione personale stagionale |
|      | 2      | Gran Bretagna       | Christian Malcolm, Dwain Chambers, Danny Talbot, Adam Gemili            | dq (37"93) |                                          |

| Pos. | Corsia | Nazione           | Atleti                                                                      | Tempo | Note             |
| ---- | ------ | ----------------- | --------------------------------------------------------------------------- | ----- | ---------------- |
| 1    | 7      | Stati Uniti       | Jeff Demps, Darvis Patton, Trell Kimmons, Justin Gatlin                     | 37"38 | Q,               |
| 2    | 9      | Giappone          | Ryota Yamagata, Masashi Eriguchi, Shinji Takahira, Shōta Iizuka             | 38"07 | Q,               |
| 3    | 4      | Trinidad e Tobago | Richard Thompson, Marc Burns, Emmanuel Callender, Keston Bledman            | 38"10 | Q,               |
| 4    | 5      | Francia           | Jimmy Vicaut, Christophe Lemaitre, Pierre-Alexis Pessonneaux, Ronald Pognon | 38"15 | q                |
| 5    | 2      | Australia         | Anthony Alozie, Isaac Ntiamoah, Andrew McCabe, Joshua Ross                  | 38"17 | q, =             |
| 6    | 3      | Polonia           | Kamil Masztak, Dariusz Kuć, Robert Kubaczyk, Kamil Kryński                  | 38"31 | Record nazionale |
| 7    | 6      | Germania          | Julian Reus, Tobias Unger, Alexander Kosenkow, Lucas Jakubczyk              | 38"37 |                  |
| 8    | 8      | Hong Kong         | Tang Yik Chun, Lai Chun Ho, Ng Ka Fung, Tsui Chi Ho                         | 38"61 |                  |

### Finale

Video ufficiale della Finale

| Pos.    | Paese             | Atleti                                                                   | Tempo | Note            |
| ------- | ----------------- | ------------------------------------------------------------------------ | ----- | --------------- |
| Oro     | Giamaica          | Nesta Carter Michael Frater Yohan Blake Usain Bolt                       | 36"84 | Record mondiale |
| Argento | Trinidad e Tobago | Keston Bledman Marc Burns Emmanuel Callender Richard Thompson            | 38"12 |                 |
| Bronzo  | Francia           | Jimmy Vicaut Christophe Lemaitre Pierre-Alexis Pessonneaux Ronald Pognon | 38"16 |                 |
| 4       | Giappone          | Ryota Yamagata Masashi Eriguchi Shinji Takahira Shōta Iizuka             | 38"35 |                 |
| 5       | Paesi Bassi       | Brian Mariano Churandy Martina Giovanni Codrington Patrick van Luijk     | 38"39 |                 |
| 6       | Australia         | Anthony Alozie Isaac Ntiamoah Andrew McCabe Joshua Ross                  | 38"43 |                 |
| -       | Canada            | Gavin Smellie Oluseyi Smith Jared Connaughton Justyn Warner              | dq    |                 |
| -       | Stati Uniti       | Trell Kimmons Justin Gatlin Tyson Gay Ryan Bailey                        | 37"04 | dq              |